# Phrynichus exophthalmus
Phrynichus exophthalmus är en spindeldjursart som beskrevs av Alan Whittick 1940. Phrynichus exophthalmus ingår i släktet Phrynichus och familjen Phrynichidae. Inga underarter finns listade i Catalogue of Life.